# Route 355 (Nouveau-Brunswick)
Pour les articles homonymes, voir Route 355.
La route 355 est une route locale du Nouveau-Brunswick située dans le nord-est de la province, dans la région de Tracadie-Sheila et de Caraquet. Elle mesure 17 kilomètres, et est pavée sur toute sa longueur.

## Tracé
La 355 débute à Bois-Blanc (en), entre Paquetville et Saint-Isidore, sur la route 135. Elle commence par posséder de nombreuses petites courbes, puis elle continue sa route vers l'est en traversant notamment Haut-Sainte-Rose et Sainte-Rose-Gloucester jusqu'à Six Roads, où elle se termine sur la route 11. 

## Intersections principales
| Route 355  |                        |    |                                                  |                 |
| Comté      | Location               | km | Intersection/Destinations                        | Notes           |
| Gloucester | Bois-Blanc (en)        | 0  | R-135, Paquetville, Saint-Isidore                | Début de la 355 |
| Gloucester | Sainte-Rose-Gloucester | 10 | Chemin Saint-Raymond sud, Gaspereau, Pont-Landry |                 |
| Gloucester | Six Roads              | 17 | R-11, Tracadie-Sheila, Pokemouche, Caraquet      | Fin de la 355   |